# Trinidad en Tobago op de Olympische Zomerspelen 1976
Trinidad en Tobago nam deel aan de Olympische Zomerspelen 1976 in Montréal, Canada. De atleet Hasely Crawford schreef geschiedenis voor zijn land door de eerste gouden olympische medaille ooit te winnen.

## Medaillewinnaars

### 1Goud
- Hasely Crawford - Atletiek, mannen, 100 meter

## Resultaten per onderdeel

### Atletiek
Mannen, 800 meter
- Horace Tuitt
  - Serie - niet gefinisht (→ ging niet verder)

Mannen, 4x100 meter estafette
- Anthony Husbands, Chris Brathwaite, Charles Joseph en Francis Adams
  - Serie - 40.08s
  - Halve finale - 39.88s (→ ging niet verder)

Mannen 4x400m estafette
- Michael Solomon, Charles Joseph, Horace Tuitt en Joseph Coombs
  - Serie - 3:03.54
  - Finale - 3:03.46 (→ 6e plaats)

Mannen, verspringen
- George Swanston
  - Kwalificatie - 7.40m (→ ging niet verder)

### Schietsport
- John Fong Yew

### Wielersport
Mannen 1.000m tijdrit
- Anthony Sellier - 1:11.103 (→ 20e plaats)

Mannen 1.000m sprint (scratch)
- Leslie Rawlins - 23e plaats

Amerikaanse Maagdeneilanden · Andorra · Antigua en Barbuda · Argentinië · Australië · Bahama's · Barbados · België · Belize · Bermuda · Bolivia · Bondsrepubliek Duitsland · Brazilië · Bulgarije · Canada · Chili · Colombia · Costa Rica · Cuba · Denemarken · Dominicaanse Republiek · Duitse Democratische Republiek · Ecuador · Egypte · Fiji · Filipijnen · Finland · Frankrijk · Griekenland · Groot-Brittannië · Guatemala · Haïti · Honduras · Hongarije · Hongkong · Ierland · IJsland · India · Indonesië · Iran · Israël · Italië · Ivoorkust · Jamaica · Japan · Joegoslavië · Kaaimaneilanden · Kameroen · Koeweit · Libanon · Liechtenstein · Luxemburg · Maleisië · Marokko · Mexico · Monaco · Mongolië · Nederland · Nederlandse Antillen · Nepal · Nicaragua · Nieuw-Zeeland · Noord-Korea · Noorwegen · Oostenrijk · Pakistan · Panama · Papoea-Nieuw-Guinea · Paraguay · Peru · Polen · Portugal · Puerto Rico · Roemenië · San Marino · Saoedi-Arabië · Senegal · Singapore · Sovjet-Unie · Spanje · Suriname · Thailand · Trinidad en Tobago · Tsjecho-Slowakije · Tunesië · Turkije · Uruguay · Venezuela · Verenigde Staten · Zuid-Korea · Zweden · Zwitserland